# Movin' Melodies
Movin' Melodies este primul album al lui André Tanneberger cunoscut drept ATB. Include melodii ca „9pm (Till I Come)”, „Don't Stop” și "Killer”. Albumul a fost scris, produs, prelucrat și proiectat de ATB.
În afara singlelurilor, sunetul tipic ATB nu se regăseșe în celelalte melodii. Tanneberger nu a dorit să pună la cale un album numai cu melodii dance. Pe lângă melodiile pentru cluburi se regăsesc și cântece calme care reflectă preferențele față de melodiile celor de la Enigma, Mike Oldfield și Jean Michel Jarre. Al doisprezecelea cântec („Beach Vibes”) este cunoscut greșit sub denumirea „Ocean Trance”.

## Lista cântecelor

### Movin' Melodies
1. "The First Tones"
2. "Emotion"
3. "Underwater World"
4. "Zwischenstück"
5. "9pm (Till I Come)"
6. "Killer 2000"
7. "Too Much Rain" (ATB vs. Woody Van Eyden Mix)
8. "Don't Stop!"
9. "Obsession"
10. "My Dream"
11. "Kayama"
12. "Beach Vibes (EFF)"
13. "Movin' Melodies"
14. "Sunburn"
15. "9 PM (Till I Come)" (Signum Mix) (melodie bonus)

### Movin' Melodies (Ediția Specială 1)
- 01. "The first tones"
- 02. "Emotion"
- 03. "Underwater world"
- 04. "Zwischenstück"
- 05. "9 pm (Till I come) (UK Edit)"
- 06. "Killer (UK Edit)"
- 07. "Don't Stop (UK Edit)"
- 08. "Obsession"
- 09. "My dream"
- 10. "Kayama"
- 11. "Beach vibes (EFF)"
- 12. "Movin' Melodies"
- 13. "Sunburn"
- 14. "Don't Stop!" (Sash! Remix)

CD Interactiv Bonus:
- 01. "Killer" (Lost Witness Dub)
- 02. "Don't Stop!" (Quake Remake)
- 03. "9PM (Till I Come)" (Matt Darey Remix)
- 04. "9PM (Till I Come)" (Video)
- 05. "Don't Stop (Video)"
- 06. Biography & Photos
- 07. Free Screensaver
- 08. VIP Website Access

### Movin' Melodies (Ediția Specială 2)
- 01. "The first tones"
- 02. "Emotion"
- 03. "Underwater world"
- 04. "Zwischenstück"
- 05. "9 pm (Till I come) (UK Edit)"
- 06. "Killer"
- 07: "Don't Stop (UK Edit)"
- 08. "Obsession"
- 09. "My dream"
- 10. "Kayama"
- 11. "Beach vibes (EFF)"
- 12. "Movin' Melodies"
- 13. "Sunburn"
- 14. "9PM (Till I Come)" (Matt Darey Remix)

CD Interactiv Bonus:
- 01. "Don't Stop!" (Quake Remake)
- 02. "9PM (Till I Come)" (Bent Remix)
- 03. "9PM (Till I Come)" (Nick Muir's Come Mix)
- 04. "9PM (Till I Come)" (Video)
- 05. "Don't Stop!" (Video)
- 06. Biography & Photos
- 07. Free Screensaver
- 08. VIP Website Access

### Movin' Melodies (Ediție portugheză)
Disc 1 :
- 01. "The first tones"
- 02. "Emotion"
- 03. "Underwater world"
- 04. "Zwischenstück"
- 05. "9 pm (Till I come)"
- 06. "Killer 2000"
- 07. "Too Much Rain" (ATB vs. Woody Van Eyden Mix)
- 08. "Don't Stop!"
- 09. "Obsession"
- 10. "My dream"
- 11. "Kayama"
- 12. "Beach vibes (EFF)"
- 13. "Movin' Melodies"
- 14. "Sunburn"
- 15. "9 pm (Till I come)" (Signum Mix) (Bonus Track)

Disc 2 :
- 01. "Bob Marley vs. Funkstar De Luxe - Sun Is Shining" (ATB Club Mix)
- 02. "ATB - Don't Stop!" (SQ-1 Mix)
- 03. "Candy Beat - Saxy '99" (ATB Remix)
- 04. "SQ-1 - Can U Feel..."
- 05. "ATB - Killer (Video Edit)
- 06. "Sash! - Colour The World" (ATB Remix)
- 07. "Miss Jane - It's A Fine Day" (ATB Remix)
- 08. "ATB - 9PM (Till I Come)" (Sequential One '99 Remix)
- 09. "Blank & Jones - Cream" (ATB Remix)
- 10. "Woody Van Eyden - Get Ready"
- 11. "United Deejays For Central America - Too Much Rain" (ATB vs Woody Van Eyden Radio Edit)
- 12. "ATB - Don't Stop!" (ATB Remix)